# 2020年東京オリンピックのトライアスロン競技
2020年東京オリンピックのトライアスロン競技（2020ねんとうきょうオリンピックのトライアスロンきょうぎ）はお台場（スタート・ゴールはお台場海浜公園）で開催された。ワールドトライアスロン（WT）管轄。今大会から男女混合リレーが初採用された。

## 出場枠
オリンピック・ディスタンス（スイム1.5km、バイク40km、ラン10km）による個人戦は前回同様、男女55名ずつの計110名が出場権を得た。ただし1カ国につき男女最大3名（五輪予選ランキング（個人）30位以内に3名以上の選手が含まれる国）又は2名ずつと定められている。男女混合リレーには男女ともに2名以上の選手を派遣する国が出場することができ、女子→男子→女子→男子の順番で、スイム0.3km、バイク6.8km、ラン2kmをこなす。
ITUが決定する五輪予選ランキング（個人・混合リレー）は2018年5月12日からの世界トライアスロンシリーズ以降の各種大会が対象となる。五輪予選ランキング（混合リレー）と混合リレー予選大会を通じて、10カ国に出場枠（男女2名ずつ）が与えられるほか、五輪予選ランキング（個人）の上位26名（混合リレーの成績により出場枠を得た国と開催国日本は上位2名の選手を除く）の選手が所属する国（ただし、国ごとの上限人数を超える場合は次点以降の国）と、上記の基準で出場枠を得ていない国のうち、5大陸それぞれの世界ランキング最上位の選手が所属する国に1名ずつ出場枠が与えられるが、世界ランキング180位以内に位置していることが条件である。また、開催国枠として、日本からは、少なくとも男女2名ずつの参加が認められているほか、男女2名ずつの招待枠がある。未使用となった大陸枠や招待枠は五輪予選ランキング（個人）により再配分される。
出場枠を得た国は五輪予選ランキング（個人）又は混合リレー予選大会で出場枠を得た場合と開催国枠はランキング140位以内、世界ランキングで出場枠を得た場合と招待枠はランキング180位以内にいる選手から代表選手を選出することができる。2021年6月、日本トライアスロン連合は高橋侑子、岸本新菜、小田倉真、ニナー賢治を代表候補選手として発表した。

## 参加国
- アルゼンチン (1)
- オーストラリア (6)
- オーストリア (4)
- アゼルバイジャン (1)
- ベルギー (4)
- バミューダ (1)
- ブラジル (3)
- カナダ (4→5)[注釈 1]
- チリ (2)
- 中国 (1)
- チェコ (2)
- エジプト (1)
- エストニア (1)
- エクアドル (1)
- フランス (5)
- ドイツ (4)
- イギリス (5)
- ハンガリー (4)
- 香港 (1)
- アイルランド (2)
- イスラエル (2)
- イタリア (5)
- 日本 (4)
- ルクセンブルク (1)
- モロッコ (1)
- メキシコ (4)
- オランダ (4)
- ノルウェー (4)
- ニュージーランド (4)
- ポルトガル (3)
- ROC (4)
- ルーマニア (1)
- スペイン (5)
- 南アフリカ (4→3)[注釈 2]
- スイス (4)
- シリア (1)
- ウクライナ (1→0)[注釈 3]
- アメリカ合衆国 (5)

1. ↑  個人戦での負傷により混合リレーでは補欠選手が出場した
2. ↑  混合リレーのみに出場する予定の選手が、チームメイトの負傷により出場できなかった。[16]
3. ↑  ドーピング違反判明による出場停止。[17]

## 競技日程
開始時刻は日本時間
| 種目       | 開催日  | 競技開始 |
| ---------- | ------- | -------- |
| 男子       | 7月26日 | 6:30     |
| 女子       | 7月27日 | 6:45     |
| 混合リレー | 7月31日 | 7:30     |

- 2021年7月26日に行われたトライアスロン男子ではスタートの合図後も約半数の選手が海に飛び込まず、数分後にスタートのやり直しが行われたが、コース上に運営側のボートがあったのが原因とみられている[19]。
- 2021年7月27日に行われたトライアスロン女子は台風接近の影響で雨天となり15分遅れの午前6時45分のスタートになった[20][21]。

## 競技結果
- 女子個人で金メダルを獲得したフローラ・ダフィーは夏冬を通じバミューダ史上初のオリンピック金メダリストとなった[22]。

| 種目               | 金 | 金      | 銀 | 銀      | 銅 | 銅      |
| ------------------ | --- | ------- | --- | ------- | --- | ------- |
| 男子個人（詳細）   | クリスティアン・ブルンメンフェルト ノルウェー (NOR)                                                                                              | 1:45:04 | アレックス・イー イギリス (GBR) | 1:45:15 | ヘイデン・ワイルド ニュージーランド (NZL)                                                                                      | 1:45:24 |
| 女子個人（詳細）   | フローラ・ダフィー バミューダ (BER) | 1:55:36 | ジョージア・テイラー＝ブラウン イギリス (GBR)                                                                                        | 1:56:50 | ケイティ・ザファーズ アメリカ合衆国 (USA)                                                                                      | 1:57:03 |
| 混合リレー（詳細） | イギリス (GBR) ジェシカ・リアマンス（21:16） ジョナサン・ブラウンリー（20:03） ジョージア・テイラー＝ブラウン（21:54） アレックス・イー（20:28） | 1:23:41 | アメリカ合衆国 (USA) ケイティ・ザファーズ（21:14） ケビン・マクダウェル（20:14） テイラー・ニブ（22:06） モーガン・ピアソン（20:21） | 1:23:55 | フランス (FRA) レオニー・ペリオー（21:40） ドリアン・コナン（20:09） カッサンドル・ボーグラン（21:57） バンサン・ルイ（20:18） | 1:24:04 |

## 国・地域別のメダル獲得数
| 順   | 国・地域               | 金 | 銀 | 銅 | 計 |
| ---- | ---------------------- | -- | -- | -- | -- |
| 1    | イギリス (GBR)         | 1  | 2  | 0  | 3  |
| 2    | バミューダ (BER)       | 1  | 0  | 0  | 1  |
| 2    | ノルウェー (NOR)       | 1  | 0  | 0  | 1  |
| 4    | アメリカ合衆国 (USA)   | 0  | 1  | 1  | 2  |
| 5    | フランス (FRA)         | 0  | 0  | 1  | 1  |
| 5    | ニュージーランド (NZL) | 0  | 0  | 1  | 1  |
| 合計 | 合計                   | 3  | 3  | 3  | 9  |